# Drzeźno Wielkie
Drzeźno Wielkie – jezioro w woj. zachodniopomorskim, w powiecie wałeckim, w gminie Człopa, leżące na terenie Pojezierza Wałeckiego.

## Dane morfometryczne
Powierzchnia zwierciadła wody według różnych źródeł wynosi od 10,0 ha przez 10,6 ha do 12,57 ha.
Zwierciadło wody położone jest na wysokości 60,4 m n.p.m. lub 59,9 m n.p.m. Średnia głębokość jeziora wynosi 1,5 m, natomiast głębokość maksymalna 2,3 m.

## Hydronimia
Według urzędowego spisu opracowanego przez Komisję Nazw Miejscowości i Obiektów Fizjograficznych (KNMiOF) nazwa tego jeziora to Drzeźno Wielkie. W różnych publikacjach i na mapach topograficznych jezioro to występuje pod nazwą Dryc lub Linowe.